# Diocesi di Acerno
La diocesi di Acerno (in latino Dioecesis Acernensis) è una sede della Chiesa cattolica, istituita nell'XI secolo.
Nell'ambito della generale riforma delle circoscrizioni diocesane in Italia, avviata dopo il Concilio Vaticano II, il 30 settembre 1986 la diocesi di Acerno è stata unita alla diocesi di Campagna e all'arcidiocesi di Salerno a formare l'arcidiocesi di Salerno-Campagna-Acerno.

## Territorio
Il territorio della diocesi, alla vigilia della plena unio con Salerno e Campagna, comprendeva i comuni di Acerno e Montecorvino Rovella (con i casali di Acciano, Canala, Chiarelli, Cornia, Ferrari, Gauro, Marangi, Martorano, Molenadi, San Martino e Votraci) e i territori comunali attuali di Bellizzi e parte di Battipaglia, oggi parte della provincia di Salerno.
Sede vescovile era la città di Acerno, dove sorgeva la cattedrale di San Donato, ora concattedrale dell'arcidiocesi di Salerno-Campagna-Acerno. Patrono della diocesi è san Donato d'Arezzo, il cui culto ad Acerno è testimoniato fin dall'epoca longobarda.

## Storia
Secondo un'antica tradizione, la diffusione del cristianesimo ad Acerno e nel suo territorio sarebbe legata al passaggio di san Pietro, nel suo viaggio verso Roma. Secondo Raffaele Cerrone, conferme indirette di questa tradizione sarebbero la scoperta a Castellammare di Stabia di fibule d'oro raffiguranti Pietro e Paolo e la testimonianza di un'antica chiesa in Acerno dedicata a Pietro, come riportato dal vescovo Antonio Agelli nella sua relazione in occasione della visita ad limina del 1595.
Queste testimonianze e la tradizione petrina non sono comunque prove sicure dell'esistenza della diocesi acernese già nel primo millennio. La diocesi, suffraganea dell'arcidiocesi di Salerno, è attestata per la prima volta nell'XI secolo, nell'ambito della riorganizzazione delle Chiese del meridione italiano dopo l'avvento dei Normanni. Il primo vescovo di cui si conosce l'esistenza è Mirando, la cui data di morte è riportata, con qualche incertezza, nel Liber Confratrum Ecclesiae S. Matthei Salernitanae. Segue il vescovo Guiso, documentato in due occasioni nel Tabulario Cavense. Terzo vescovo conosciuto di Acerno è Pisano, il primo della serie di Ferdinando Ughelli nella sua Italia sacra, documentato nel 1136. Il successivo vescovo di cui si ha memoria è Pietro I, che nel 1179 prese parte al concilio Lateranense III, convocato da papa Alessandro III.
Tra i vescovi acernesi, molti furono religiosi, e di questi diversi francescani. La presenza francescana nel territorio ha lasciato un segno importante nella figura di frate Giovanni, nativo di Montecorvino Rovella, partito per le missioni in Estremo Oriente nella prima metà del XIV secolo, e divenuto primo vescovo di Khanbaliq, l'odierna Pechino.
Tra il 1531 ed il 1532, per un breve periodo, il borgo di Gauro fu sottratto ad Acerno per costituire parte del territorio della diocesi di Giffoni.
Tra i vescovi più significativi della diocesi di Acerno, sono da ricordare: Paraclito Malvezzi (1460-1487), dottore in teologia e professore di filosofia all'università di Bologna; Antonio Agelli (1593-1604), grande erudito, conoscitore delle lingue greca, ebraica e caldaica, e studioso della Bibbia; «Giovanni Serrano (1613-1637), autore di un'opera in cinque libri sull'Immacolata Concezione; Pietro Paolo Bonsi, che nel 1640 istituì la confraternita di San Filippo Neri; Camillo Aragona, che promosse la confraternita di San Rocco come debito di riconoscenza per essere stata Acerno preservata dalla terribile epidemia di peste del 1656; il lucano Domenico Antonio Menafra (1718-1738) che si distinse in particolare nella promozione e/o rivitalizzazione di opere sociali (monti frumentari, di maritaggio, per le monacazioni) a favore dei poveri».
Con il congresso di Vienna si impose un nuovo assetto nei rapporti fra i vari stati e la Santa Sede; nel concordato del 1818 con il Regno delle Due Sicilie furono riviste molte delle circoscrizioni ecclesiastiche del Regno. Il 27 giugno 1818 in forza della bolla De utiliori di papa Pio VII la diocesi di Acerno non venne soppressa, ma fu data in amministrazione perpetua agli arcivescovi pro tempore di Salerno, che assunsero da quel momento il titolo di arcivescovi di Salerno e amministratori perpetui di Acerno.
Il 30 settembre 1986 in forza del decreto Instantibus votis della Congregazione per i Vescovi la diocesi di Acerno, quella di Campagna e l'arcidiocesi di Salerno sono state unite con la formula plena unione e la circoscrizione ecclesiastica sorta dall'unione ha assunto il nome di arcidiocesi di Salerno-Campagna-Acerno.

## Cronotassi dei vescovi
Si omettono i periodi di sede vacante non superiori ai 2 anni o non storicamente accertati.
- Mirando † (? - 9 aprile 1091 o 1106 deceduto)[4]
- Guiso † (prima del 1114 - dopo il 1124)
- Pisano † (menzionato nel 1136)
- Pietro I † (menzionato nel 1179)
- Giovanni † (prima del 1206 - dopo il 1207)[5]
- Anonimo † (menzionato come electus nel 1218)[5]
- Paolo (o Pascanio) † (30 marzo 1222 - ?)
- Nicola da San Germano, O.Cist. † (tra il 1228[6] e il 1233 - dopo il 1258)[5]
- Luca, O.F.M. † (prima del 1266 - dopo il 1279)[5]
- Giacomo I † (prima del 1290 - dopo il 1304)[5]
- Andrea Capograsso † (prima del 1309 - 25 maggio 1319 nominato vescovo di Valva e Sulmona)[7]
- Giordano di Miramonti, O.P. † (25 maggio 1319 - 1331 deceduto)
- Pietro II, O.F.M. † (1º luglio 1331 - dopo il 18 gennaio 1341 deceduto)
- Giacomo II † (14 giugno 1344 - 1348 deceduto)
- Matteo de Marino † (18 maggio 1349 - 1363 deceduto)
- Giuliano, O.F.M. † (3 luglio 1363 - 11 agosto 1371 nominato vescovo di Lettere)
- Roberto da Casalnuovo, O.F.M. † (11 agosto 1371 - ?)
- Tommaso † (circa 1380 - ?)
- Benedetto Pasquarelli, O.E.S.A. † (31 marzo 1389 - 1396 nominato vescovo di Castellaneta)[8]
- Pacello da Salerno, O.F.M. † (20 marzo 1396 - 1405 deceduto)
- Manfredo di Aversa † (10 luglio 1405 - 20 febbraio 1415 nominato arcivescovo di Acerenza e Matera)
- Antonello Syrraca † (20 marzo 1415 - 6 luglio 1436 deceduto)
- Nicola Solimene † (27 agosto 1436 - 1457 nominato vescovo di Venosa)
- Paraclito Malvezzi † (10 marzo 1460 - 1487 deceduto)
- Menelao de Gennari † (16 febbraio 1487 - 28 agosto 1493 nominato arcivescovo di Sorrento)
- Antonio Bonito, O.F.M. † (19 marzo 1494 - 1510 deceduto)
- Pietro da Arezzo † (? - 1511 dimesso)[9]
- Dalmacio de Queralt † (13 agosto 1512 - 1514 deceduto)
- Ludovico Munoz † (29 maggio 1514 - ?)
- Pietro † (? - 1524 dimesso)
  - Pompeo Colonna † (18 gennaio 1524 - 23 giugno 1525 dimesso) (amministratore apostolico)
- Gerolamo Olivieri † (23 giugno 1525 - 1539 dimesso)
  - Marcello Cervini ? † (1539 - 9 giugno 1539 dimesso) (amministratore apostolico)[10]
  - Francisco Quiñones De Luna † (9 giugno 1539 - 29 ottobre 1539 dimesso) (amministratore apostolico)
- Nicola Angelo Olivieri † (29 ottobre 1539 - 1566 deceduto)
- Giovanni Maria Valdina, O.P. † (15 maggio 1566 - 1570 deceduto)
- Lelio Giordano † (26 giugno 1570 - 28 novembre 1580 nominato arcivescovo di Rossano)
- Giovanni Francesco Orefice † (20 febbraio 1581 - 1593 deceduto)
- Antonio Agelli, C.R. † (24 novembre 1593 - 1604 dimesso)
- Paolo Manara, O.P. † (20 ottobre 1604 - 1611 deceduto)
- Francesco Solimene † (14 marzo 1611 - giugno 1613 deceduto)
- Giovanni Serrano, O.F.M. † (20 novembre 1613 - marzo 1637 deceduto)
- Ludovigo Galbiati † (17 agosto 1637 - 23 maggio 1638 deceduto)
- Pietro Paolo Bonsi † (13 settembre 1638 - 26 maggio 1642 nominato vescovo di Conversano)
- Clemente Confetto † (13 aprile 1643 - 1644 deceduto)
- Camillo Ragona † (17 ottobre 1644 - 3 aprile 1665 nominato vescovo di Capaccio)
- Antonio Glielmo † (15 giugno 1665 - marzo 1690 deceduto)
- Francesco Sifola † (22 maggio 1690 - novembre 1696 deceduto)
- Scipione Carocci † (17 dicembre 1696 - giugno 1702 deceduto)
- Nicola Ventriglia † (5 marzo 1703 - 1708 deceduto)
  - Sede vacante (1708-1718)
- Domenico Antonio Menafra † (24 gennaio 1718 - novembre 1738 deceduto)
- Domenico Anelli † (26 gennaio 1739 - 20 maggio 1743 nominato vescovo di Andria)
- Geronimo de Laurenzi † (15 luglio 1743 - 1790 deceduto)
- Michelangelo Calandrelli, O.E.S.A. † (26 marzo 1792 - 18 agosto 1797 deceduto)[11]
- Giuseppe Mancuso † (18 dicembre 1797 - circa 1807 deceduto)
  - Sede vacante (1807-1818)
  - Sede amministrata dagli arcivescovi di Salerno (1818-1986)